# Geta (Åland)
Geta [ˈjeːta]  ist eine Gemeinde in der autonomen finnischen Provinz Åland mit 507 Einwohnern (Stand 31. Dezember 2022). Wie auf ganz Åland ist Schwedisch die offizielle Sprache.

## Geografie

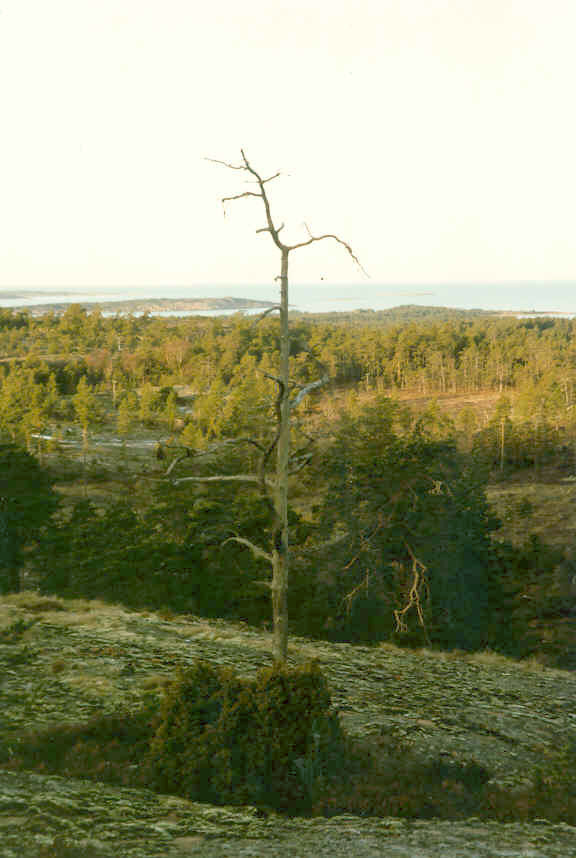
Blick von der Touristenstation Soltuna in Geta.

Geta liegt auf einer Halbinsel im Norden von Ålands Hauptinsel Fasta Åland. Zum Gemeindegebiet zählen auch zahlreiche vorgelagerte Schären. Die bewohnten Inseln Danö, Österö, Andersö und Snäckö sind über Brücken erreichbar, andere ehemalige Inseln wie Finnö sind mittlerweile infolge der postglazialen Landhebung mittlerweile fest mit der Hauptinsel Ålands verwachsen.
Das Gemeindegebiet hat unter Ausschluss der Meeresgebiete eine Fläche von 87,22 Quadratkilometern, wovon 2,86 Quadratkilometer Binnengewässer sind. Im Süden grenzt die Geta an die Gemeinde Finström. Von Hammarland im Südwesten und Saltvik im Südosten ist Geta nur durch schmale Meeresarme getrennt.
Das Gemeindezentrum von Geta ist das Dorf Västergeta, wo sich das Gemeindebüro, die Schule, die Bank und das Lebensmittelgeschäft befinden. Außerdem gehören zur Gemeinde die Orte Bolstaholm, Dånö, Finnö, Gräggnäs, Höckböle, Isaksö, Kandersö, Labbnäs, Möckelgräs, Olofsnäs (Olsnäs), Östergeta, Pantsarnäs, Skinnarböle und Snäckö.

## Geschichte
Die Hügel im Nordteil Getas zählten zu den ersten Landmassen, die sich infolge der postglazialen Landhebung aus der Ostsee erhoben und stellt so mit den ältesten Teil des Åland-Archipels dar. Eine erste Besiedlung erfolgte wohl schon in der jüngeren Eisenzeit vor rund 5000 Jahren.
Die erste urkundliche Erwähnung Getas stammt aus dem Jahr 1325. Der Ortsname enthält vermutlich das nordische Verb gæta, „Ausschau halten.“ Eine erste, heute noch erhaltene Feldsteinkirche, wurde im 16. Jahrhundert errichtet. Über Jahrhunderte stellte Geta eine Kapellengemeinde der Pfarrei Finström dar, erst 1908 erlangte es die kommunale Selbständigkeit.

## Politik
Der Gemeinderat von Geta besteht aus neun Abgeordneten. Seit der åländischen Kommunalwahl von 2003 entfallen sieben der Sitze auf die lokale Wahlliste Getalistan und zwei auf die Liberale Partei Ålands. Bei der Parlamentswahl 2007 stimmten 96,1 Prozent der Wähler in Geta für die gemeinsame Liste der Bürgerlichen Allianz und 3,9 Prozent für die Sozialdemokraten. Der Gemeindedirektor von Geta ist Erik Brunström.
| Partei                 | Wahlergebnis 2003 | Sitze |
| ---------------------- | ----------------- | ----- |
| Getalistan             | 75,1 %            | 7     |
| Liberale Partei Ålands | 24,9 %            | 2     |

Das Wappen von Geta wurde von Matts Dreijer entworfen. Es zeigt im blauen Schild einen aufgerichteten goldenen Ziegenbock. Es handelt sich um ein sprechendes Wappen, denn get bedeutet auf Schwedisch „Ziege“.
Geta unterhält eine Städtepartnerschaft mit der estnischen Gemeinde Ruhnu. Mit Ruhnu verbindet Geta, dass die estnische Gemeinde ebenfalls auf einer Insel liegt und früher von Estlandschweden bewohnt war.

## Kultur und Sehenswürdigkeiten

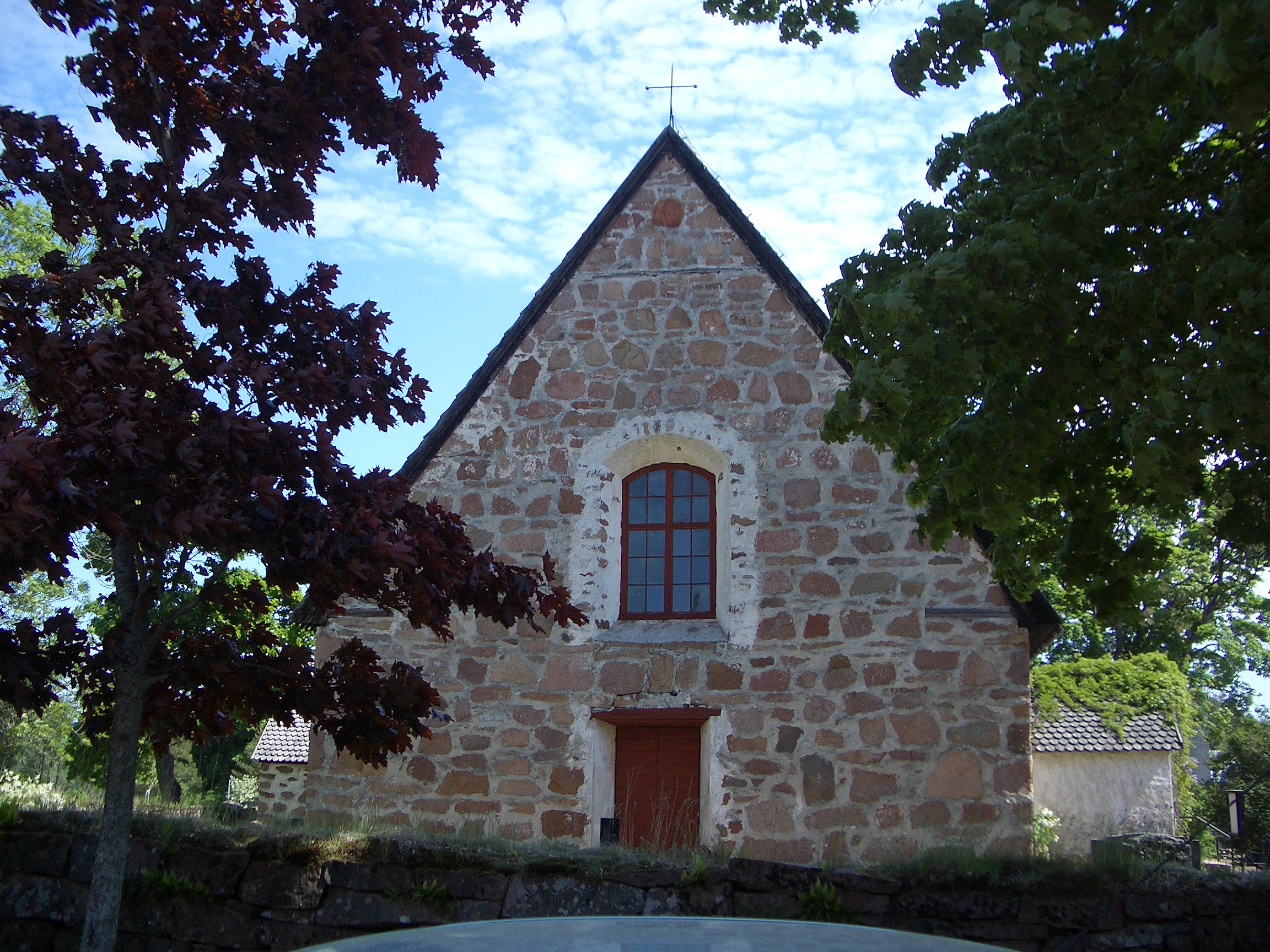
Die Kirche von Geta

Die mittelalterliche Feldsteinkirche von Geta ist dem Heiligen Georg geweiht. Das Langhaus und die Sakristei stammen wahrscheinlich aus dem Zeitraum zwischen 1510 und 1540. Das Waffenhaus aus Backstein wurde 1826 angebaut. Die Glocken sind in einem im 17. Jahrhundert errichteten freistehenden Glockenstapel untergebracht. Der lokalen Überlieferung nach hatte man ursprünglich begonnen, die Kirche beim Friedhof in Olofsnäs zu erbauen. Die Einwohner des Dorfes Vestergeta sollen aber mit der Lage der Kirche nicht einverstanden und rissen des Nachts ein, was die Einwohner von Olofsnäs tagsüber errichtet hatten. Schließlich sollen sich die Einwohner der beiden Dörfer darauf geeinigt haben, einen Ochsen, dem ein Stein angebunden war, an der Grenze zwischen den Dörfern loszulassen. Wo der Ochse stehenblieb sollte die Kirche gebaut werden. Der Ochse blieb in Vestergeta stehen, aber schließlich einigte man sich darauf, die Kirche zwischen den beiden Dörfern zu errichten.
Im Dorf Dånö wurde 1928 im ehemaligen Wohnhaus einer Lotsendynastie, ein klassisch falunrot gestrichenes Holzhaus aus dem 19. Jahrhundert, ein Heimatmuseum eingerichtet. In der Ausstellung werden Möbel, Gebrauchsgegenstände und Werkzeuge aus dem 18. und 19. Jahrhundert gezeigt.
Die wichtigste Sehenswürdigkeit Getas jedoch wohl die Natur der Gemeinde. Vom Aussichtsturm auf dem Getaberg, der mit 107 Meter zweithöchsten Erhebung, hat man einen weiten Blick über die umliegende Landschaft.